# Apex Predator - Easy Meat
Apex Predator - Easy Meat è il quindicesimo album in studio del gruppo musicale britannico Napalm Death, pubblicato il 27 gennaio 2015 dalla Century Media Records.
Sono stati creati due videoclip per le canzoni Dear Slum Landlord... e Smash a Single Digit.

## Tracce
1. Apex Predator - Easy Meat – 3:46
2. Smash a Single Digit – 1:26
3. Metaphorically Screw You – 2:05
4. How the Years Condemn – 2:43
5. Stubborn Stains – 3:02
6. Timeless Flogging – 2:26
7. Dear Slum Landlord... – 2:00
8. Cesspits – 3:33
9. Bloodless Coup – 2:32
10. Beyond the Pale – 3:03
11. Stunt Your Growth – 2:06
12. Hierarchies – 3:13
13. One-Eyed – 2:48
14. Adversarial / Copulating Snakes – 5:17

## Formazione
- Mark "Barney" Greenway - voce
- Shane Embury - basso, voce
- Mitch Harris - chitarra, voce
- Danny Herrera - batteria